# 汉斯·斯隆
汉斯·斯隆（英語：Hans Sloane，1660年4月16日—1753年1月11日），17世纪英国博物学家、内科医生、收藏家。
去世后他的71000多件藏品根据遗嘱捐赠与国家，这也成为了大英博物馆的发端。